# Watchers
Ne doit pas être confondu avec The Watchers.
Série
Watchers 2
(1990)
Pour plus de détails, voir Fiche technique et Distribution.
Watchers (litt. « Guetteurs ») est un film d'horreur américano-canadien réalisé par Jon Hess, sorti en 1988.
Il s'agit de l'adaptation du roman à succès Chasse à mort (Watchers) de Dean Koontz (1987) et du premier volet qui aura pour suite Watchers 2 (1990) et Watchers 3 (1994), ainsi que Watchers Reborn (2000).
Il a pour titre français La Créature, lors de la diffusion sur M6.

## Synopsis
Un garçon recueille un chien errant, échappé d'un laboratoire qui se voit traqué par une créature qui veut le tuer.

## Fiche technique
Sauf indication contraire, les informations mentionnées dans cette section peuvent être confirmées par la base de données cinématographiques IMDb,  présente dans la section « Liens externes ».
- Titre original : Watchers
- Réalisation : Jon Hess
- Scénario : Bill Freed et Damian Lee, d'après le livre Chasse à mort (Watchers) de Dean Koontz (1987)
- Musique : Joel Goldsmith
- Direction artistique : Tom Duquette
- Décors : Richard Wilcox
- Costumes : Monique Prudhomme
- Photographie : Richard Leiterman
- Montage : Carole Alain, Rick Fields et Bill Freda
- Production : Damian Lee et David Mitchell
- Production déléguée : Roger Corman
- Coproduction : Mary Eilts
- Sociétés de production : Rose & Ruby Productions et Carolco Pictures
- Sociétés de distribution : Alliance Releasing (Canada)[3] ; Universal Pictures (États-Unis)
- Pays de production :  Canada /  États-Unis
- Langue originale : anglais
- Format : couleur - 1,85:1 - son Dolby Stereo
- Genres : horreur ; action, science-fiction
- Durée : 91 minutes
- Date de sortie :
  - États-Unis : 2 décembre 1988

## Distribution
- Corey Haim : Travis
- Michael Ironside : Lem
- Barbara Williams : Nora, la mère
- Lala Sloatman : Tracey
- Christopher Cary : le présentateur de télévision
- Graeme Campbell : l'homme sur le bateau
- Dan O'Dowd : le premier journaliste de la télévision
- Dale Wilson : Bill Keeshan
- Blu Mankuma : Cliff
- Colleen Winton : l'adjointe Porter
- Duncan Fraser : le shérif Gaines
- Lou Bollo : l'homme du torrent
- Jason Priestley : le garçon en vélo
- Matt Hill : le garçon en vélo
- Andrew Markey : le garçon en vélo
- Don S. Davis : le vétérinaire

## Production
Le tournage a lieu, entre le 16 mai et le 27 juin 1988, à Vancouver, en Colombie-Britannique (Canada), dont le parc du canyon Lynn.

## Distinctions

### Nominations
- Saturn Awards 1990 : meilleur jeune acteur pour Corey Haim[5]
- Fantasporto 1990 : meilleur film fantastique international[5]